# Échange entre chromatides-sœurs

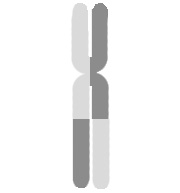
Schéma d'un échange entre chromatides-sœurs. Les segments terminaux (en bas) ont été intervertis.

L'échange entre chromatides-sœurs (ECS) est une anomalie conduisant à une altération chromosomique qui survient durant la division cellulaire. Il se produit lorsque du matériel génétique est transféré entre les deux copies identiques d'ADN réunies par un centromère commun, les chromatides-sœurs, qui sont formées par la réplication d'un chromosome. Il s'agit d'un phénomène naturel qui a été observé dans un grand nombre de cellules animales et végétales, mais qui peut être induit par des facteurs extérieurs mutagènes comme des produits chimiques, des radiations, des virus et des bactéries, ou encore des maladies génétiques.
L'analyse des échanges entre chromatides-sœurs constitue un outil pour l'évaluation quantitative et qualitative des lésions de l'ADN. C'est une méthode très sensible, simple et rapide pour déterminer la génotoxicité d'une substance ou d'un agent environnemental.